# Ekonomika
Ekonomika je naziv za ekonomsku nauku u celini. Pojam je 1890. godine prvi put upotrebio poznati engleski ekonomista Alfred Maršal, umesto tradicionalnog naziva politička ekonomija. U najširem smislu, ekonomika predstavlja analizu načina na koji se raspolaže ograničenim materijalnim dobarima i uslugama radi podmirenja nekih ličnih i zajedničkih potreba. Ekonomika, kao društvena nauka, proučava ekonomske sisteme, tj. konstituciju i funkcionisanje tih sistema, iako danas postoje mnoge naučne discipline koje se bave konstitucijom i/ili funkcionisanjem ekonomskih sistema.
Suštinska istraživanja ekonomike obuhvataju: 
- opštu ekonomsku teoriju,
- ekonomiku privrednog sektora ili grane i
- ekonomiku preduzeća.

Neretko se ekonomika označava potrebu primene osnovnh ekonomskih principa reprodukcije, jer i pri donošenju mera za zaštitu životne sredine treba uzeti u obzir princip ekonomske racionalnosti.